# Naranjos

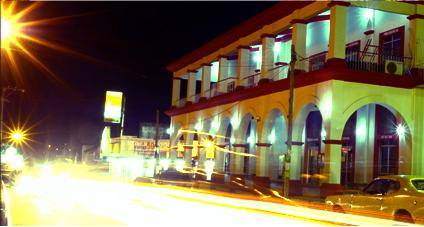
Palácio municipal.

Naranjos é a cidade sede do município de Naranjos Amatlán, no estado de Veracruz, México. É uma das cidades mais importantes do interior do estado, como centro comercial e cultural da Serra de Otonpetec e parte da área da lagoa Tamiahua.